# Provinciale weg 838
De provinciale weg 838 (N838) is een provinciale weg in de Nederlandse provincie Gelderland. De weg verloopt van Gendt via Angeren naar Huissen. Ten zuiden van Angeren wordt door middel van een brug de Betuweroute gekruist net voordat deze de Spoortunnel Pannerdensch Kanaal induikt. Aan beide uiteinden sluit de weg aan op de N839, die een meer westelijke route volgt door de Oost-Betuwe via Haalderen en Bemmel. Beide wegen vormen daarmee gezamenlijk een 15 kilometer lange rondweg door de gemeente Lingewaard.
De weg is uitgevoerd als tweestrooks-gebiedsontsluitingsweg met een maximumsnelheid van 80 km/h (uitgezonderd in de bebouwde kommen van Gendt, Angeren en Huissen waar een maximumsnelheid van 50 km/h geldt). Tussen Gendt en Angeren heet de weg Angerensestraat, Krakkedel en Lodderhoeksestraat. In Angeren heet de weg achtereenvolgens Jan Joostenstraat en Iepenstraat, om vervolgens tussen Angeren en Huissen als Leutsestraat en Polseweg aangeduid te worden.
N23 · N34 · N224 · N225 · N229 · N233 · N271 · N301 · N302 · N303 · N304 · N305 · N306 · N307 · N308 · N309 · N310 · N311 · N312 · N313 · N314 · N315 · N316 · N317 · N318 · N319 · N320 · N322 · N323 · N324 · N325/A325 · N326/A326 · N327 · N329 · N330 · N331 · N332 · N333 · N334 · N335 · N336 · N337 · N338 · N339 · N340 · N341 · N342 · N343 · N344 · N345 · N346 · N347 · N348/A348 · N349 · N350 · N351 · N352 · N375 · N377

N418 · N701 · N702 · N703 · N704 · N705 · N706 · N707 · N708 · N709 · N710 · N711 · N712 · N713 · N714 · N715 · N716 · N717 · N718 · N719 · N720 · N727 · N731 · N732 · N733 · N734 · N735 · N736 · N737 · N738 · N739 · N740 · N741 · N742 · N743 · N744 · N745 · N746 · N747 · N748 · N749 · N750 · N751 · N752 · N753 · N754 · N755 · N756 · N757 · N758 · N759 · N760 · N761 · N762 · N763 · N764 · N765 · N766 · N768 · N781 · N782 · N783 · N784 · N785 · N786 · N787 · N788 · N789 · N790 · N791 · N792 · N793 · N794 · N795 · N796 · N797 · N798 · N800 · N801 · N802 · N803 · N804 · N805 · N806 · N810 · N811 · N812 · N813 · N814 · N815 · N816 · N817 · N818 · N819 · N820 · N821 · N822 · N823 · N824 · N825 · N826 · N827 · N830 · N831 · N832 · N833 · N834 · N835 · N836 · N837 · N838 · N839 · N840 · N841 · N842 · N843 · N844 · N845 · N846 · N847 · N848 · N852 · N855

Cursief vermelde wegen zijn voormalige provinciale wegen.